# Хрестовий похід (фільм, 1935)
Хрестовий похід (англ. The Crusades) — американська історична драма режисера Сесіла Б. ДеМілля 1935 року.

## Сюжет
Єрусалим захоплений військом Саладіна — владики Сирії та Єгипту. Жителів продають у рабство. Третій хрестовий похід вже почався. Король Англії Річард Левове Серце вирішує взяти участь в поході, щоб уникнути одруження на принцесі Франції. По дорозі він одружується на Беренгарії. Але Беренгарія потрапляє в полон до Саладіна, і той відвозить її до Єрусалиму. Життю Річарда загрожує смертельна небезпека.

## У ролях
- Лоретта Янґ — Беренгарія, принцеса Наварри
- Генрі Вілкоксон — Річард, король Англії
- Ян Кейт — Саладін, султан
- С. Обрі Сміт — відлюдник
- Кетрін Де Мілль — Еліс, принцеса Франції
- Йозеф Шильдкраут — Конрад, маркіз Монферратський
- Алан Гейл — Блондель — трубадур
- С. Генрі Гордон — Філіп Другий, король Франції
- Джордж Барбьє — Санчо, король Наварри
- Рамсей Гілл — Джон, принц Англії